# Muntele ascuns
Muntele ascuns este un film românesc din 1975 regizat de Andrei Cătălin Băleanu. Rolurile principale au fost interpretate de actorii George Constantin, Dana Comnea și Horațiu Mălăele.

## Rezumat
Un tânăr afectat de divorțul părinților și de absența acestora în preajma lui, încearcă să își găsească refugiul în muncă, angajându-se pe un șantier. Aici îi întâlnește din întâmplare pe membrii familiei actuale a mamei sale, care îi oferă atmosfera caldă a unui cămin părintesc.

## Distribuție
Distribuția filmului este alcătuită din:
- George Constantin — ing. Vasile Cornea, șeful șantierului Hidrocentralei Corbeanca (de pe Lotru)
- Dana Comnea — Ioana Cornea, soția ing. Cornea, mama lui Petru Cernăianu și a trei copii mici
- Horațiu Mălăele — Petru Cernăianu, fiul Ioanei Cornea, proaspăt angajat pe șantier ca miner
- Octavian Cotescu — maistrul Sâmbotan, șeful echipei de mineri de la Corbeanca
- Tamara Crețulescu — soția ing. Căbuț, asistentă medicală la dispensarul șantierului
- Viorel Branea — ing. Căbuț, șef de echipă pe șantierul hidrocentralei
- Constantin Rauțchi — maistrul Vintilă, care a devenit bețiv după moartea soției sale
- Albert Kitzl — Petre („Petrică”) Garofeanu, șofer de camion pe șantierul hidrocentralei, columbofil pasionat
- Ion Anghel — maistrul Luca, președintele sindicatului
- Ștefan Tapalagă — Cernăianu, fostul soț al Ioanei Cornea și tatăl lui Petru, angajat la o întreprindere de comerț exterior
- Victoria Mierlescu — femeia bătrână din sat care aduce vești minerilor de pe la casele lor
- Maria Ploae — Nina, proiecționista de pe caravana cinematografică, logodnica lui Petre Garofeanu
- Mihai Bandac — Varlam, muncitor miner din Maramureș
- Nicolae Ivănescu — Nicolae, muncitorul miner cu năframă roșie la gât (menționat Nicolai Ivănescu)
- Florin Zamfirescu — Toader, muncitorul miner fricos
- Melania Ursu — soția șoferului basculantei cu bușteni
- Dumitru Dinulescu — muncitorul glumeț care-i toarnă apă în cap lui Petru
- Costel Rădulescu
- Victor Ștrengaru — Crăciunescu, gestionarul magazinului rural
- Tudorel Filimon — constructorul căruia i-a născut nevasta (menționat Tudor Filimon)
- Constantin Florescu
- Alexandru Georgescu — șoferul basculantei cu bușteni care s-a răsturnat
- Constantin Grigore
- Sibyla Oarcea
- Maria Branea
- Gianina Nițulescu
- Gelu Nițu
- Ovidiu Bolboașă
- Vlad Păunescu
- Spiridon Taifas
- Frații Petreuș — muncitori mineri din Maramureș, cântăreți de muzică populară
- Alexandra Gulea — Alexandra, fetița cea mare a familiei Cornea
- Matei Gulea — Matei, băiețelul familiei Cornea
- Oana-Maria Jaleș — Oana, fetița cea mică a familiei Cornea

## Primire
Filmul a fost vizionat de 1.374.111 spectatori de spectatori în cinematografele din România, după cum atestă o situație a numărului de spectatori înregistrat de filmele românești de la data premierei și până la data de 31 decembrie 2014 alcătuită de Centrul Național al Cinematografiei.